# Wurfrahmen 40
Версія schweres Wurfgeraet 40 (Holz) — важка РСЗВ часів Другої світової війни, розроблена для механізованих частин Вермахту, яку можна кріпити на напівгусеничні машини бронетранспортери.

## Склад та облаштування

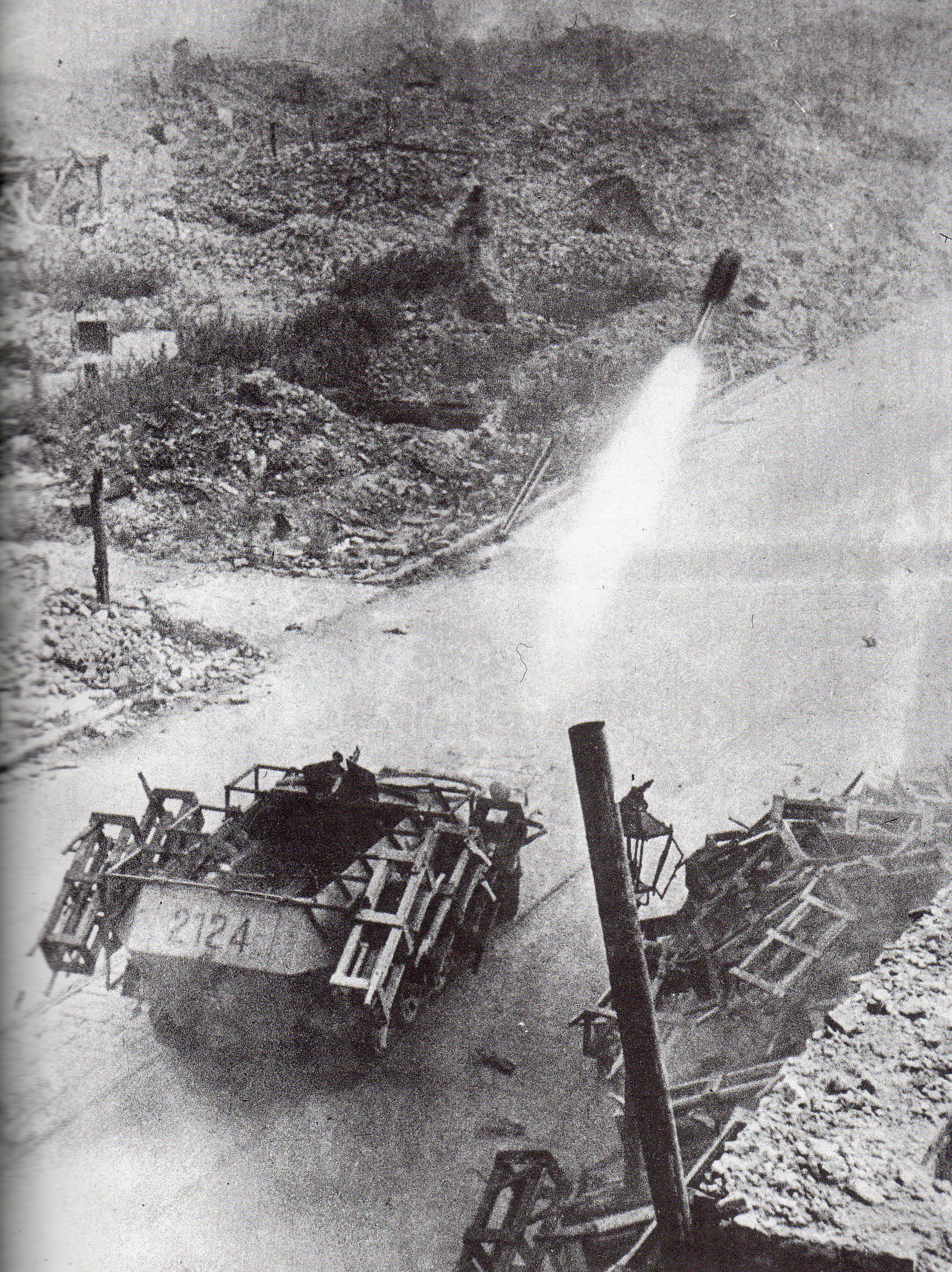
Пуск реактивного снаряда з Wurfrahmen 40 під час подавлення варшавського повстання

Найпоширенішою модифікацією був напівгусеничний бронетранспортер Sd.Kfz.251/1 з встановленими на бортах шістьма метальними апаратами для стрільби 280-і 320-мм реактивними мінами.
Назва подібної артилерійської системи — Mittlerer Schutzen-panzerwagen mit Wuhrfrahmen або Wurfrahmen 40. На кожному борту корпусу бронетранспортера було розміщено по три контейнери з реактивними снарядами.
Наведення у вертикальній площині здійснювалося зміною кута нахилу напрямних, у горизонтальному — поворотом всієї установки.
Пуск снарядів проводився за допомогою електричного дистанційного запалу з кабіни установки. Як правило, вогонь вівся залпами з чергуванням у кожному осколково-фугасних снарядів і запалювальних снарядів. В жаргоні німецьких солдатів ця установка отримала назви Stuka zu Fuß (тобто «піший Ju 87») і Heulende Kuh («корова, що мукає»)
Також в невеликих кількостях для виробництва таких самохідних реактивних мінометів використовувалися трофейні французькі танкетки Рено UE (озброювалися чотирма ракетами, при цьому напрямні розташовувалися по бортах попарно або на кормі) і танки Hotchkiss H35 (озброювалися чотирма ракетами по дві ракети побортно).
Аналогічним чином німці обладнали деяку кількість захоплених американських бронетранспортерів M3

## Боєприпаси
28см / 32 см ракети — могли зберігатися і транспортуватися в своїх тарних ящиках. Безпосередньо ці ж ящики могли виконувати роль метального устаткування. Себто, після під'єднання кабелів вмикання детонатора пуску вогонь міг вестися безпосередньо з цих ящиків.
Ящики були відкриті, являли собою дерев'яні рами (у деяких випадках — металеві замість дерева). Були обладнані маленькими навісними ніжками для перенесення їх та для забезпечення невеликих коректувань по висоті перед стрільбою.
Пульт управління, підключений до ракети з кабіни БТР за допомогою кабелю, використовувався для стрільби.

## Озброєння
280-мм ракети містили в собі вибухової речовини в обсязі, як 50 кілограмів у тротиловому еквіваленті. 320-мм ракети містили 38 літрів запальної рідини, виготовленої із суміші бензину і дизельного палива (40 кг т.зв. Flammöl). Боєкомплект перевозився в передній частині кузова БТР.
Дальність стрільби фугасним снарядом (Sprenggranate) з пересувної пускової установкою — 1,9 тис. м, а запальними снарядами (Flammgranate) становила 2,2 тис. м.
Для повного залпу необхідно 10 секунд. У більшості випадків боєкомплект складається з п'яти 280-мм ракет і одного 320 мм снаряду або по три одиниці обох видів.
На бронетранспортери Sd.Kfz.251 / 1 як допоміжна зброя встановлювалося до двох 7,92-міліметрових кулеметів MG-34 чи MG 42. Боєкомплект становив 2010 патронів. Бойова вага БТР у варіанті самохідної установки — до 9140 кілограм. Розрахунок подібного бронетранспортера складався з 7 осіб.
Стрільба цими снарядами могла вестися з Wurfgerät 40 і 41, з Nebelwerfer 41, Schwerer Wurfrahmen 40 на напівгусеничному SPW Sd.Kfz. 251 чи Schwerer Wurfrahmen на Infanterieschlepper UE.